# Lídia Campsolinas i Gironella
Lídia Campsolinas Gironella (Figueres, 29 de gener de 1973) és una esportista i periodista catalana.
Va començar a practicar el bàsquet al col·legi Sant Pau i va jugar al CB ADEPAF Figueres, CN Figueres, Club Bàsquet L'Escala i Club Bàsquet Esplais. També va practicar l'handbol jugant al Club Handbol Figueres amb el qual va aconseguir l'ascens a la primera divisió nacional la temporada 1994-95. Degut a una lesió greu de fractura comminuta d'astràgal, va practicar el bàsquet adaptat incorporant-se al Girona Mifas Esplais el 2004. Internacional amb la selecció espanyola, va aconseguir la medalla d'argent al Visa Paralympic World Cup de 2007 i va participar en diversos campionats d'Europa de bàsquet en cadira de rodes. Va retirar-se de la competició el 2014 i posteriorment ha exercit com a entrenadora de bàsquet al Club Bàsquet Castelló.
En l'àmbit professional va llicenciar-se en periodisme a la Universitat Autònoma de Barcelona el 1995. Des d'aleshores ha treballat en diferents mitjans de comunicació com Televisió Figueres, Setmanari l'Empordà, Cadena Cien, Ràdio Vila-sacra i Empordà Televisió.